# Florian Mărcuș

Florian Mărcuș, vicecomitele Crasnei între anii 1862-1865

Florian Mărcuș, (n.  aprilie 1819, Mal - m. 4  aprilie 1900, Șimleu Silvaniei) a fost jurist, vicecomite al Comitatului Crasna între anii 1862-1865 și personalitate politică a românilor sălăjeni după revoluția de la 1848. 

## Originea și studiile
A provenit dintr-o familie nobiliară română din Transilvania. Familia Mărcuș de Corond a fost ridicată la rangul de nobil (nemeș) de către Mihai Apafi I, principele Ardealului, la anul 1674. Teodor Mărcuș, tatăl lui Florian, s-a născut la Bobota în anul 1779 și ajunge preot în satul Mal înainte de anul 1808. Familia Mărcușeștilor din Mal se trage din acest preot. Florian Mărcuș a studiat liceul la Oradea și a absolvit dreptul la universitatea din Pesta. Se căsătorește în anul 1847, la Budapesta, cu Francisca, fiica dirijorului orchestrei de la opera budapestană, Francisc Hora. Împreună au avut nouă copii, dintre care Emilia (1852-1940) a preluat ștafeta părintelui său în lupta de emancipare națională în părțile sălăjene.

## Cariera
În anul 1843 a devenit avocat în Budapesta unde a lucrat ca notar la tabla regească. Din 1849 devine funcționar regesc fiind mutat din loc în loc. În 1860, a fost ales propretore în cercul Crasnei. Între anii 1862-1865 a fost vicecomite al comitatului Crasna. Își dă demisia din funcție la presiunile comitelui suprem Bela Bánffy, datorită activității sale favorabile emancipării naționale a românilor sălăjeni. În 1867 a fost ales jude de tribunal și substitut prezidențial, în care calitate a și ieșit la pensie. Florian Mărcuș a participat în 24 octombrie 1870 la constituirea despărțământului cercual sălăjean al Astrei, cu centrul la Șimleu Silvaniei, unde a preluat conducerea interimară.
Florian Mărcuș „a fost unul dintre conducătorii cei vrednici ai neamului său, cu dragoste sinceră față de tot ce e românesc”. Motoul său a fost: „Să ne ferim să fim fățarnici, căci asta e călbeaza care duce popoarele la pieire”.